# Mubabinge Bilolo
Mubabinge Bilolo wa Kaluka (15 de janeiro de 1953) é um filósofo e egiptólogo quinxassa-congolês (nascido em Kabwe, Cassai Central, região do grupo banto dos lubas).
Bilolo estudou filosofia, religiões africanas, sociologia e teologia na Faculdade de Teologia da Universidade de Quinxassa e se formou em 1978 com um mestrado em religião e filosofia africana, com ênfase em sociologia e antropologia. Ele então estudou filosofia, ciências sociais e teologia na Escola de Filosofia de Munique/Faculdade de Filosofia SJ de Munique, e Egiptologia, Etnologia/Africanística e Estudos Religiosos na Universidade de Munique, onde em 1985 escreveu uma dissertação sobre o tema "Les Cosmo-Théologies Philosophiques de l'Egypte Antique. Problématique, Prémisses herméneutiques et Problèmes majeurs”, doutorando-se. Tal foi seguido por estudos de pós-doutorado em ciências políticas e econômicas de 1985 a 1989 na Universidade de Munique. O procedimento para venia legendi na Universidade de Zurique com um trabalho sobre "L'Un (Wa) devient-il 'Multiple' (Hh)? Approche pragmatique des formules relatives à 'L'Un comme Multiple' ou à 'l'Auto-différenciation' de l'Un dans les Hymnes Thébains du Nouvel-Empire” (Zurique 1992), que alguns dizem ter sido posto em espera por razões ideológicas.
Mubabinge Bilolo é desde 1991 diretor do Centro de Pesquisa Egiptológica do Instituto Africano de Estudos Prospectivos - [Institut Africain d'Études Prospectives], uma instituição da União Africana sob a direção do "Ministère de l'Enseignement Supérieur et de la Recherche Scientifique de la République Démocratique du Congo”. Também é responsável do Centro de Estudos Egiptológicos e da União de Pesquisas Ecológicas; e Coordenador de Trabalho da Academia do Pensamento Africano e membro co-fundador da Sociedade Civil do Zaire. Ele afirma lutar por instaurar a "maaticracia" na África - referência ao estabelecimento de maat, conceito egípcio que representa verdade-justiça-bondade-solidariedade-e-ordem.
Temas de sua obra científica são a egiptologia, história da filosofia africana, religião africana, filosofia da história e  história da filosofia da história. Especializou-se também em bantulogia, e na europeologia em grecologia, francologia, germanologia e questões da União Europeia, defendendo que conceitos da filosofia grega antiga e teologia monoteísta como o Um foram originários da filosofia egípcia tebana e banta.
Em 2013, ele recebeu o Prêmio Internacional de Egiptologia Africana em Paris e foi admitido no círculo de estudiosos negro-africanos (Cheikh Anta Diop, Ki-Zerbo, Obenga e Bimwenyi Kweshi) na Bélgica no final de 2013, por ocasião de seu 60º aniversário.

## Publicações
Dentre um conjunto de mais de 70 publicações, aqui está uma seleção dos livros mais importantes:
- Les cosmo-théologies philosophiques de l’Égypte Antique. Problématique, prémisses herméneutiques et problèmes majeurs (AAT-APA., Sect. I, vol. 1). Kinshasa/ München 1986. nouvelle rééd., München/ Paris, 2004.
- Les cosmo-théologies philosophiques d'Héliopolis et d'Hermopolis. Essai de thématisation et de systématisation. Kinshasa/ München 1987. (neue Aufl., München/ Paris 2004, ISBN 2-911372-32-8)
- Le Créateur et la Création dans la pensée memphite et amarnienne. Approche synoptique du Document Philosophique de Memphis et du Grand Hymne Théologique d'Echnaton, (AATAPA., Sect. I, vol. 3), Kinshasa-München 1988; neue Aufl.., München/ Paris 2004.  Menaibuc 2004, ISBN 2-911372-34-4.
- Conception Bantu de l’Autorité. Suivie de Baluba : Bumfumu ne Bulongolodi (gemeinsam mit Mgr. E. Kabongo). München/ Kinshasa 1994.
- Métaphysique Pharaonique IIIème millénaire av. J.-C. (AAT & Diop CES-INADEP, Sect. I, vol. 4). Kinshasa-München 1995; neue Aufl. München/ Paris 2003.
- Philosophie de la création et ses implications écologiques en Egypte du IIIe millénaire av. J.-C. (AAT & Diop CES-INADEP, Sect. I, vol. 6). München/ Paris 2005.
- Méta-Ontologie Égyptienne du -IIIè millénaire. Madwa Meta-Untu: Tum-Nunu ou Sha-Ntu (AAT & Diop CES-INADEP, Sect. I, vol. 10). Kinshasa/ München/ Paris 2008, ISBN 978-3-931169-01-5.
- Percées de l’Éthique Écologique en Égypte du -IIIe millénaire, (AAT & INADEP., Sect. I, vol. 8). Kinshasa/ München/ Paris 2007, ISBN 978-3-931169-03-9.
- Fondements Thébains de la Philosophie de Plotin l'Égyptien (AAT & INADEP, Sect. I, vol. 9). Kinshasa/ München/ Paris 2007, ISBN 978-3-931169-00-8.
- Tuleshi Kapya ne Dyanga mu CiKam. Mishi ya CiKam mu Cyena Ntu (AAT & Diop CES-INADEP, Sect. I, vol. 11). Kinshasa/ München/ Paris 2008.
- Invisibilité et Immanence du Créateur Imn (Amon-Amun-Amen-Iman-Zimin). Exemple de la Vitalité de l'Ancien Égyptien ou CiKam dans le Cyena Ntu (AAT & INADEP., Sect. I, vol. 12). Kinshasa/ München/ Paris 2010, ISBN 978-3-931169-14-5.
- Vers Un Dictionnaire Cikam-Copte-Luba: Bantuïté du vocabulaire égyptien-copte dans les essais de Homburger et d'Obenga (AAT & INADEP., Sect. I, vol. 13), Kinshasa/ München/ Paris, 2011, ISBN 978-3-931169-20-6.
- Du nom Imn à Bi-Mweni. Exemple de la vitalité de ciKam et de ‘Saintes doctrines philosophiques’ pharaoniques dans le Cyena-Ntu. In : KALAMBA NSAMPO & BILOLO MUBABINGE (Hrsg.): Renaissance of the Negro-African Theology. Essays in Honor of Prof. Bimwenyi-Kweshi – Renaissance de la Théologie Négro-Africaine. Essais en l’honneur du Prof. Bimwenyi-Kweshi (AAT-APA., Sect. XII, 1). München/ Freising/ Kinshasa 2009, S. 109–161.
- Les Coptes : 2000 ans du christianisme africain. In: KALAMBA NSAMPO & BILOLO MUBABINGE (éds.), Héritage du Discours Théologique Négro-Africain. Mélanges en l’honneur du prof. Dr. Bimwenyi-Kweshi (AAT-APA., Sect. XII, 2). München/ Freising/ Kinshasa 2011, S. 85–108.